# Clondiru de Sus, Buzău
Clondiru de Sus este un sat în comuna Pietroasele din județul Buzău, Muntenia, România. Se află în vestul județului. Satul se află în zona de câmpie a localității, la sud de drumul județean 205.